# Jacques Dupuis (indianista)
Jacques Jean Charles Dupuis (Le Blanc, 3 agosto 1912 – Parigi, 9 settembre 1997) è stato un etnografo francese.
È considerato uno dei migliori specialisti dell’India.

## Biografia
Studia alla École nationale des langues orientales vivantes e alla École pratique des hautes études tra gli anni 1945 et 1947.
Professore al Collège français di Pondichéry dal 1953 al 1957, attaché de recherches al Centre national de la recherche scientifique fino al 1959. Consegue un dottorato in Lettere nel 1960 e insegna a lungo  all'Università di Paris X-Nanterre.
Nel 1972 diventa membro della Académie des Sciences d'Outre-Mer.
Geografo di formazione, Jacques Dupuis è considerato anche specialista di storia e di etnografia indiana.
Con il suo lavoro sulla scoperta della paternità ha dato un importante contributo alla ricerca antropologica nel neolitico.

## Opere
- Les Ghat orientaux et la plaine du Coromandel, Institut français, Pondichéry, 1959
- Madras et le Nord du Coromandel, étude des conditions de la vie indienne dans un cadre géographique, A. Maisonneuve, Paris, 1960
- Histoire de l'Inde et de la civilisation indienne, Payot, Paris, 1963
- L'Asie méridionale, Presses universitaires de France, Paris, 1969
- L'Himalaya, Presses universitaires de France (Que sais-je ? - 1470), Paris, 1972
- Singapour et la Malaysia, Presses universitaires de France (Que sais-je ? - 869), Paris, 1972
- L'Inde et ses populations, Éditions Complexe/Presses universitaires de France, Bruxelles/Paris 1982
- Au nom du père, Le Rocher, Monaco/Paris, 1987
- L'Inde : une introduction à la connaissance du monde indien, Éditions Kailash, Paris, 1992
- Histoire de l'Inde, Éditions Kailash, Paris/Pondichery, 1996